# 惠徵
惠徵（1805年—1853年7月8日），叶赫那拉氏，满洲镶蓝旗人，清朝官员、外戚，慈禧太后之父，同治帝、光緒帝之外祖父，隆裕太后之祖父。

## 生平
惠徵有弟弟名叫惠春，惠徵出身监生。
中国第一历史档案馆藏内阁黄册载，惠徵于道光十一年（1831年）任笔帖式（无品级），道光十四年（1834年）京察定为吏部二等，道光十九年（1839年）为八品笔帖式，道光二十三年（1843年）京察定为吏部一等。道光二十六年（1846年），惠徵充吏部文选司主事，道光二十八年（1848年）升为吏部验封司员外郎，道光二十九年二月（1849年）获道光帝圈定为京察一等，交军机处记名，以道府用。道光二十九年闰四月初，升吏部验封司郎中。
道光二十九年闰四月十七日（1849年6月7日），内阁奉上谕任命惠徵为山西归绥道道员。归绥道驻地在归化城（今内蒙古呼和浩特市）。惠徵到任后，积极理财，山西巡抚龚裕对此给予好评，于道光二十九年底的归化城税务报告中，称惠徵“虽止数月，尚属实心办理”，并提议“以专责任”，道光帝批“户部知道”。
咸丰二年二月初六（1852年3月26日），惠徵调任安徽宁池太广道（咸丰五年更名为徽宁池太广道）道员，驻芜湖。咸丰二年二月初八（1852年3月28日），慈禧被选中秀女。咸丰二年二月十一日（1852年3月31日），敬事房太监传口谕，封慈禧为兰贵人，并命其于同年五月初九进宫。惠徵乃忙于此事，直到将女儿送走后，方于咸丰二年七月到芜湖上任。
到芜湖上任后，惠徵不到半年便征入四、五千两白银。惠徵到任不久，太平军便进攻长沙，因久攻不克而转赴湖北，附近地区民众反抗清廷的事件增加。惠徵奉命亲自督率地方水师巡船，镇压民众反抗，安徽巡抚蒋文庆对惠徵的年终考语为：“识见通明，办事详审，近委督率巡船，缉拿土匪，不遗余力。”
咸丰二年十二月，太平军攻克湖北武汉三镇，随后顺长江而下，江西九江及安徽均告急。清廷任命两江总督陆建瀛为钦差大臣，督率三千兵丁，增防江西及安徽，但在湖北武穴老鼠峡遭太平军击败，陆建瀛仅率两艘船、17人逃往南京。途经芜湖时，陆建瀛召福山镇总兵陈胜元、安徽宁池太广道惠徵商议，决定让惠徵赴梁山办理粮台。惠徵乃派人将家眷送到宁国府泾县，自己带印信及饷银，和陈胜元来到东梁山。咸丰三年正月十七日（1853年2月24日），太平军攻占安庆，安徽巡抚蒋文庆被杀害，其他众多清朝文武官员死伤。洪秀全夺得藩库银30万两、漕米40多万石后，继续向东进军，在芜湖击败清军，围攻东、西梁山。惠徵乃带1万两银子，以押解饷银为名逃往南京，但南京城门不开，遂转赴镇江，获江苏巡抚杨文定收留，负责管理钱粮。太平军占领南京后，惠徵被杨文定安排赴丹徒镇办粮台。
咸丰帝震怒于地方官员临阵逃脱、丢失地盘，乃令新任安徽巡抚李嘉端严加追查，安徽布政使李本仁、按察使张熙宇、狼山镇总兵王鹏飞、副将赓音泰、游击德仁遭拿问；其中，布政使李本仁被判斩监候，按察使张熙宇、副将赓音泰因战败被判流三千里、发往新疆效力赎罪，狼山镇总兵王鹏飞被斩首。由于惠徵当时未在安徽省境内，李嘉端不知道其情况，便将打听得到的消息呈报咸丰帝，称惠徵对地方事务失职不理，不及时同安徽省内联络，怀疑惠徵逃避别境，要求撤换惠徵的道员职务。咸丰帝接到李嘉端的报告后，当即将惠徵开缺，听候查办，并要求搞清其“逃避处所是否属实”，还命龄椿接任安徽宁池太广道道员。
惠徵自新任两江总督杨文定处得知自己被罢免后，十分恐惧，随即病倒。咸丰三年四月二十日，咸丰帝在给安徽巡抚李嘉端的上谕中未提惠徵“逃避”，而要求弄清惠徵“委办粮台、护解银两是否属实”，有意为其开脱。咸丰三年六月初三（1853年7月8日），惠徵在镇江府病逝。
惠徵病逝后，咸丰三年八月初九，李嘉端回复上述上谕，报告惠徵已死，称“该道既经病故”，“无从查讯”。咸丰帝批“知道了”。
同治元年（1862）八月，追封三等承恩公，諡端恪。